# Кайдалов, Владимир Елпидифорович
Владимир Елпидифорович Кайдалов (1907, Барнаул — 1985, Ташкент) — узбекский советский живописец, график, иллюстратор, плакатист. Народный художник Узбекской ССР (1957).

## Биография
В 1921—1923 занимался в студии А. Никулина в Барнауле. В 1927—1930 обучался в ленинградской студии Ассоциации художников революционной России (АХРР-АХР), ученик Е. М. Чепцова, М. Авилова и И. Дроздова. С 1930 начал работать как художник-график и плакатист (в основном станковая и книжная графика) на военные и политические темы. В 1932 году переехал в Ташкент.
В годы Великой Отечественной войны проходил службу на Дальнем Востоке. Старший лейтенант политуправления Дальневосточного фронта Кайдалов написал в Хабаровске картины: «Салют», «Василий Поярков», «Встреча китайским населением», портреты, натюрморты, графические работы: «Клятва», «В засаде». Сделал свыше 25 плакатов в хабаровское окно сатиры «Удар по врагу» и для печати. Участвовал на 9-й, 10-й, 11-й, 12-й краевых выставках, на межобластной — шести городов в г. Иркутске и г. Хабаровске. Сражался за освобождение Маньчжурии от японских войск.
Похоронен на Боткинском кладбище в Ташкенте.

## Творчество

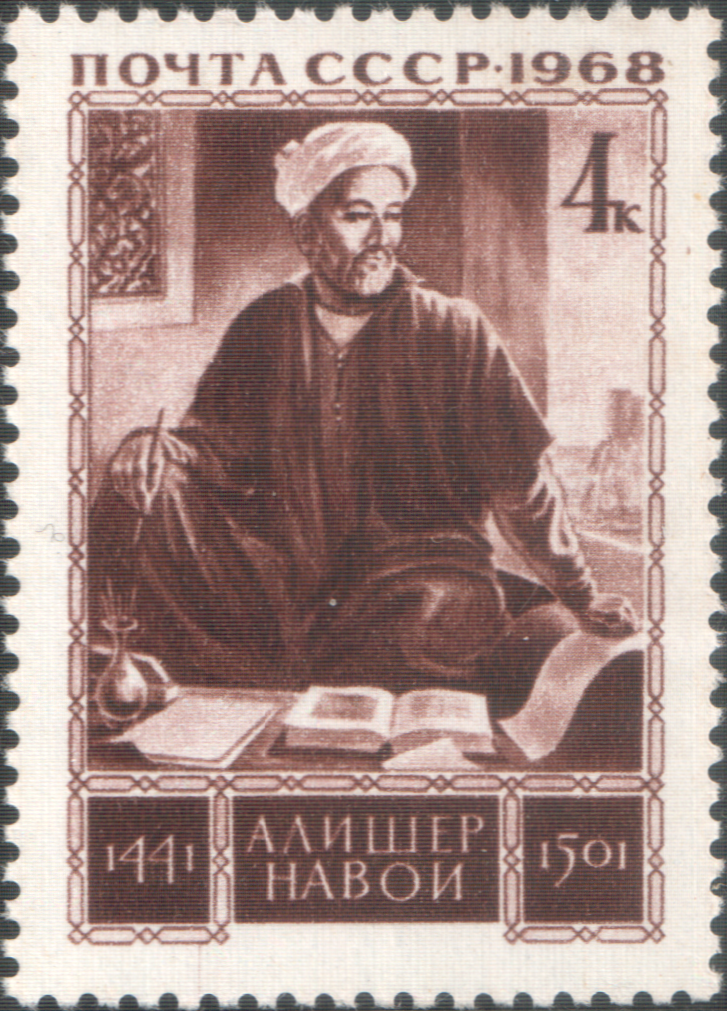
Почтовая марка СССР 1968 г., посвящённая А. Навои. Работа В. Кайдалова

Член Союза художников СССР. С начала 1930-х годов все свои творческие силы отдал искусству Узбекистана. Работал как график и живописец, плакатист и иллюстратор книг. Значительное место в творчестве Кайдалова занимали рисунок, акварель, литография, гравюры на дереве. Создал ряд портретов, пейзажей и жанровых картин, почтовых марок и памятную медаль "525 лет со дня рождения Алишера Навои" (1968).

## Избранные работы
- «Будет урожай!»
- «Социалистический Ташкент» (графическая серия, 1939—1940)
- «Ведут»
- «На Сахалянском направлении»
- «Дальневосточная серия»,
- иллюстрации к народному эпосу «Алпамыш»
- иллюстрации  к каракалпакскому эпосу "Сорок девушек"
- серия иллюстраций к произведениям и ряд портретов Алишера Навои к 500-летию со дня рождения великого узбекского поэта
- серия портретов классиков узбекской литературы Х. Ниязи, Г. Гуляма, Ф. Юлдаша, X. Алимджана (в технике ксилографии)

## Иллюстрации
- Выстрел: [Лит.-худож. альманах красноармейского творчества Среднеаз. воен. округа] / Под общ. ред. Г. Матвеевского. М.; Ташкент: Саогиз, 1934. - 208 с. Оформление худ. В. Кайдалова.
- Навои, А. Пять поэм / ред. А. Дейча, Л. Пеньковского, ил. В.Е. Кайдалова, оформ. Н. Мухина. М.: Государственное издательство художественной литературы, 1948.
- Узбекские народные сказки. Художники В. Кайдалов, А. Венедиктов и А. Ошейко. Ташкент. Государственное издательство УзССР. 1951 г. 208 с.
- Виткович В. Путешествие по Советскому Узбекистану. Цветные иллюстрации В. Кайдалова. Издание второе, переработанное и дополненное. М. "Молодая гвардия", 1953
- Сорок девушек. Каракалпакская народная поэма. В переложении Арсения Тарковского. Иллюстрации художника В. Кайдалова. М. Гослитиздат. 1956 г. 406 с.
- Бабур-Наме записки Бабура. Ташкент: Издательство Академии Наук Узбекской ССР, 1958. 2 528 с.: илл. Народного художника УзССР В.Е.Кайдалова.
- Фархад и Ширин / рис. В. Кайдалов и А. Венидиктов. Ташкент: Еш гвардия, 1967. 72 с.

## Музеи
- «Государственный центральный музей современной истории России»
- «Государственный исторический музей»
- «Новосибирский государственный художественный музей»
- «Орловский объединенный государственный литературный музей И. С. Тургенева»
- «Каменский районный краеведческий музей»
- «Мытищинская галерея искусств»
- «Центральный музей Вооруженных Сил Российской Федерации»
- Историко-этнографический музей-заповедник «Шушенское»
- «Саратовский государственный художественный музей имени А. Н. Радищева»
- «Музей-заповедник героической обороны и освобождения Севастополя»
- «Дальневосточный художественный музей»
- «Пермская государственная художественная галерея»
- «Вологодская областная картинная галерея»
- «Государственный художественный музей Алтайского края»

## Награды
- 2 ордена Трудового Красного Знамени (18.03.1959 и ?)
- 2 ордена «Знак Почёта» (06.12.1951[2] и ?)
- медали